# Породица Кардашијан
Породица Кардашијан, такође позната као породица Кардашијан—Џенер, америчка је породица истакнута у областима забаве, ријалити-телевизије, модног дизајна и предузетништва. Основали су је Роберт Кардашијан и Крис Џенер, а чине је њихова деца Кортни, Ким, Клои и Роб Кардашијан, као и њихови унуци. Након Робертовог и Крисиног развода 1991. године, Крис се удала за Кејтлин Џенер (тада Брус), са којом је добила две ћерке: Кендал и Кајли Џенер.
Кортни је раније излазила са америчким предузетником Скотом Дисиком; имају троје деце. Касније се удала за Трависа Баркера с којим има једно дете. Ким је била удата за америчког репера и дискографског продуцента Канјеа Веста; имају четворо деце. Клои је раније излазила са канадским кошаркашем Тристаном Томпсоном; имају двоје деце. Роб је раније излазио са америчким репером и моделом Блек Чајном; имају једно дете. Кајли је излазила са америчким репером и певачем Тревисом Скотом; имају двоје деце.
Роберт Кардашијан је у почетку привукао пажњу јер је био један од адвоката О. Џ. Симпсона током случаја дела О. Џ. Симпсона, док је породица Кимин секс-снимак из 2002. са певачем Рејем Џејем, Ким Кардашијан, суперзвезда, претворила у ријалити-телевизијску и пословну империју. Од тада их је Glamour назвао „најпознатијом породицом у Америци”, Insider „једном од најутицајнијих породичних 'династија' на свету”, а Vogue најутицајнијим инфлуенсерима 2010-их. Породица је у фокусу књиге Династија Кардашијан: Контроверзни успон америчке краљевске породице Ијана Халперина.
Најпознатији по свом учешћу у ријалити-телевизијским серијама, најдужа серије породице је У корак са Кардашијанима (2007—2021). Спинофове чине: Кортни и Ким освајају Мајами (2009—2013), Кортни и Клои освајају Мајами (2009—2013), Кортни и Ким освајају Њујорк (2011—2012), Клои и Ламар (2013), Кортни и Ким освајају Мајами (2014—2015), Кортни и Клои освајају Хемптонс (2014—2015), Дашове лутке (2015) и Кајлин живот (2017).

## Родослов
Роберт Кардашијан Старији је син Хелен и Артура Кардашијана. Сва четири његова деда и баба били су Јермени који су емигрирали из Руске Империје у САД почетком 20. века, пореклом из градова Каракале и Ерзурум у данашњој Турској. Породица је напустила Руску Империју пре него што је почео геноцид над Јерменима 1915. године.
Родослов породице Кардашијан—Џенер
|  |  |  |  |                   |                   |                   |                   |                   |                   |  |  |            |            |            |            |            |            |  |  | Роберт Кардашијан | Роберт Кардашијан | Роберт Кардашијан | Роберт Кардашијан | Роберт Кардашијан | Роберт Кардашијан |  |  |            |            |            |            |            |            |  |  |                 |                 |                 |                 |                 |                 | Крис Хотон | Крис Хотон | Крис Хотон      | Крис Хотон      | Крис Хотон      | Крис Хотон      |                 |                 |  |  |                |                |                |                |                |                |  |  |            |            |            |            |            |            |  |  |              |              |              |              |              |              | Кејтлин Џенер | Кејтлин Џенер | Кејтлин Џенер | Кејтлин Џенер | Кејтлин Џенер | Кејтлин Џенер |             |             |  |  |             |             |             |             |             |             |
|  |  |  |  |                   |                   |                   |                   |                   |                   |  |  |            |            |            |            |            |            |  |  | Роберт Кардашијан | Роберт Кардашијан | Роберт Кардашијан | Роберт Кардашијан | Роберт Кардашијан | Роберт Кардашијан |  |  |            |            |            |            |            |            |  |  |                 |                 |                 |                 |                 |                 | Крис Хотон | Крис Хотон | Крис Хотон      | Крис Хотон      | Крис Хотон      | Крис Хотон      |                 |                 |  |  |                |                |                |                |                |                |  |  |            |            |            |            |            |            |  |  |              |              |              |              |              |              | Кејтлин Џенер | Кејтлин Џенер | Кејтлин Џенер | Кејтлин Џенер | Кејтлин Џенер | Кејтлин Џенер |             |             |  |  |             |             |             |             |             |             |
|  |  |  |  |                   |                   |                   |                   |                   |                   |  |  |            |            |            |            |            |            |  |  |                   |                   |                   |                   |                   |                   |  |  |            |            |            |            |            |            |  |  |                 |                 |                 |                 |                 |                 |            |            |                 |                 |                 |                 |                 |                 |  |  |                |                |                |                |                |                |  |  |            |            |            |            |            |            |  |  |              |              |              |              |              |              |               |               |               |               |               |               |             |             |  |  |             |             |             |             |             |             |
|  |  |  |  |                   |                   |                   |                   |                   |                   |  |  |            |            |            |            |            |            |  |  |                   |                   |                   |                   |                   |                   |  |  |            |            |            |            |            |            |  |  |                 |                 |                 |                 |                 |                 |            |            |                 |                 |                 |                 |                 |                 |  |  |                |                |                |                |                |                |  |  |            |            |            |            |            |            |  |  |              |              |              |              |              |              |               |               |               |               |               |               |             |             |  |  |             |             |             |             |             |             |
|  |  |  |  | Кортни Кардашијан | Кортни Кардашијан | Кортни Кардашијан | Кортни Кардашијан | Кортни Кардашијан | Кортни Кардашијан |  |  | Скот Дисик | Скот Дисик | Скот Дисик | Скот Дисик | Скот Дисик | Скот Дисик |  |  | Ким Кардашијан    | Ким Кардашијан    | Ким Кардашијан    | Ким Кардашијан    | Ким Кардашијан    | Ким Кардашијан    |  |  | Канје Вест | Канје Вест | Канје Вест | Канје Вест | Канје Вест | Канје Вест |  |  | Клои Кардашијан | Клои Кардашијан | Клои Кардашијан | Клои Кардашијан | Клои Кардашијан | Клои Кардашијан |            |            | Тристан Томспон | Тристан Томспон | Тристан Томспон | Тристан Томспон | Тристан Томспон | Тристан Томспон |  |  | Роб Кардашијан | Роб Кардашијан | Роб Кардашијан | Роб Кардашијан | Роб Кардашијан | Роб Кардашијан |  |  | Блек Чајна | Блек Чајна | Блек Чајна | Блек Чајна | Блек Чајна | Блек Чајна |  |  | Кендал Џенер | Кендал Џенер | Кендал Џенер | Кендал Џенер | Кендал Џенер | Кендал Џенер |               |               | Кајли Џенер   | Кајли Џенер   | Кајли Џенер   | Кајли Џенер   | Кајли Џенер | Кајли Џенер |  |  | Травис Скот | Травис Скот | Травис Скот | Травис Скот | Травис Скот | Травис Скот |
|  |  |  |  | Кортни Кардашијан | Кортни Кардашијан | Кортни Кардашијан | Кортни Кардашијан | Кортни Кардашијан | Кортни Кардашијан |  |  | Скот Дисик | Скот Дисик | Скот Дисик | Скот Дисик | Скот Дисик | Скот Дисик |  |  | Ким Кардашијан    | Ким Кардашијан    | Ким Кардашијан    | Ким Кардашијан    | Ким Кардашијан    | Ким Кардашијан    |  |  | Канје Вест | Канје Вест | Канје Вест | Канје Вест | Канје Вест | Канје Вест |  |  | Клои Кардашијан | Клои Кардашијан | Клои Кардашијан | Клои Кардашијан | Клои Кардашијан | Клои Кардашијан |            |            | Тристан Томспон | Тристан Томспон | Тристан Томспон | Тристан Томспон | Тристан Томспон | Тристан Томспон |  |  | Роб Кардашијан | Роб Кардашијан | Роб Кардашијан | Роб Кардашијан | Роб Кардашијан | Роб Кардашијан |  |  | Блек Чајна | Блек Чајна | Блек Чајна | Блек Чајна | Блек Чајна | Блек Чајна |  |  | Кендал Џенер | Кендал Џенер | Кендал Џенер | Кендал Џенер | Кендал Џенер | Кендал Џенер |               |               | Кајли Џенер   | Кајли Џенер   | Кајли Џенер   | Кајли Џенер   | Кајли Џенер | Кајли Џенер |  |  | Травис Скот | Травис Скот | Травис Скот | Травис Скот | Травис Скот | Травис Скот |